# Fairfax (Oklahoma)
Fairfax  è una città della Contea di Osage, Oklahoma, Stati Uniti. La popolazione al censimento del 2010 era di 1.380 persone residenti.

## Geografia fisica
Fairfax si trova nell'Oklahoma nord-orientale, a circa 5 km a nord-est del fiume Arkansas, lungo la State Highways 18, a 45 km a sud ovest di Pawhuska e 51 km a sud est di Ponca City. Il comune ha una estensione di 1,98 km². L'altitudine è di 260 m slm.

## Storia
Il 15 luglio 1870 il Congresso degli Stati Uniti approvò una legge che prevedeva la rimozione degli indiani Osage dal territorio fino ad allora occupato ed il loro spostamento nell'allora Territorio indiano, l'attuale Oklahoma. A seguito di ciò, a partire dal 1871, gli Osage iniziarono a spostarsi nel nuovo territorio, ed a costruirvi i loro insediamenti.
Il gruppo Osage Big Hill Band, costituito da membri dei White Hair's Big Hill, stabilirono a est del fiume Arkansas in quella che sarebbe poi diventata la città di Fairfax.